# Люк Монтебелло
Люк Монтебелло (мальт. Luke Montebello, нар. 13 серпня 1995, П'єта) — мальтійський футболіст, нападник клубу «Хамрун Спартанс».
Виступав, зокрема, за клуби «Валетта» та «Біркіркара», а також національну збірну Мальти.
Триразовий чемпіон Мальти. Володар Кубка Мальти. Дворазовий володар Суперкубка Мальти.

## Клубна кар'єра
Народився 13 серпня 1995 року в місті П'єта. Вихованець юнацьких команд футбольних клубів «Біркіркара» та «Ліворно».
У дорослому футболі дебютував 2013 року виступами за команду «Валетта», в якій провів два сезони, взявши участь у 12 матчах чемпіонату. 
Згодом з 2015 по 2017 рік грав у складі команд «Зеббудж Рейнджерс», «Валетта», «Тарксьєн Ренйбоус», «Пембрук Атлета» та «Валетта».
Своєю грою за останню команду привернув увагу представників тренерського штабу клубу «Біркіркара», до складу якого приєднався 2017 року. Відіграв за мальтійський клуб наступні два сезони своєї ігрової кар'єри. У складі «Біркіркари» був одним з головних бомбардирів команди, маючи середню результативність на рівні 0,44 гола за гру першості.
Протягом 2019—2020 років захищав кольори клубу «Бальцан».
У 2020 році повернувся до клубу «Біркіркара». Цього разу провів у складі його команди два сезони. Більшість часу, проведеного у складі «Біркіркари», був основним гравцем атакувальної ланки команди. В новому клубі був серед найкращих голеодорів, відзначаючись забитим голом в середньому щонайменше у кожній третій грі чемпіонату.
До складу клубу «Хамрун Спартанс» приєднався 2022 року. Станом на 6 червня 2024 року відіграв за хамрунський клуб 47 матчів в національному чемпіонаті.

## Виступи за збірні
У 2011 році дебютував у складі юнацької збірної Мальти (U-17), загалом на юнацькому рівні взяв участь у 6 іграх, відзначившись одним забитим голом.
Протягом 2014–2016 років залучався до складу молодіжної збірної Мальти. На молодіжному рівні зіграв у 9 офіційних матчах, забив 2 голи.
У 2017 році дебютував в офіційних матчах у складі національної збірної Мальти.
| Дата       | Місто                  | Господарі  | Результат | Гості              | Турнір                               | Голи | Примітки |
| ---------- | ---------------------- | ---------- | --------- | ------------------ | ------------------------------------ | ---- | -------- |
| 26-3-2017  | Та-Калі                | Мальта     | 1 – 3     | Словаччина         | Відбір до ЧС 2018                    | -    | 90+1'    |
| 7-6-2019   | Стокгольм              | Швеція     | 3 – 0     | Мальта             | Відбір до ЧЄ 2020                    | -    | 35' 71'  |
| 10-6-2019  | Та-Калі                | Мальта     | 0 – 4     | Румунія            | Відбір до ЧЄ 2020                    | -    | 84'      |
| 7-10-2020  | Та-Калі                | Мальта     | 2 – 0     | Гібралтар          | товариський матч                     | -    | 40' 83'  |
| 10-10-2020 | Андорра-ла-Велья       | Андорра    | 0 – 0     | Мальта             | Ліга націй УЄФА 2020-2021 - 1-й етап | -    | 61'      |
| 13-10-2020 | Рига                   | Латвія     | 0 – 1     | Мальта             | Ліга націй УЄФА 2020-2021 - 1-й етап | -    |          |
| 14-11-2020 | Та-Калі                | Мальта     | 3 – 1     | Андорра            | Ліга націй УЄФА 2020-2021 - 1-й етап | -    | 52' 75'  |
| 17-11-2020 | Та-Калі                | Мальта     | 1 – 1     | Фарерські острови  | Ліга націй УЄФА 2020-2021 - 1-й етап | -    | 75'      |
| 24-3-2021  | Та-Калі                | Мальта     | 1 – 3     | Росія              | Відбір до ЧС 2022                    | -    | 46'      |
| 30-5-2021  | Клагенфурт-ам-Вертерзе | Мальта     | 0 – 3     | Північна Ірландія  | товариський матч                     | -    | 46'      |
| 4-6-2021   | Клагенфурт-ам-Вертерзе | Мальта     | 1 – 2     | Косово             | товариський матч                     | -    |          |
| 1-9-2021   | Та-Калі                | Мальта     | 3 – 0     | Кіпр               | Відбір до ЧС 2022                    | -    | 70'      |
| 4-9-2021   | Любляна                | Словенія   | 1 – 0     | Мальта             | Відбір до ЧС 2022                    | -    | 58' 77'  |
| 7-9-2021   | Москва                 | Росія      | 2 – 0     | Мальта             | Відбір до ЧС 2022                    | -    | 66'      |
| 8-10-2021  | Та-Калі                | Мальта     | 0 – 4     | Словенія           | Відбір до ЧС 2022                    | -    | 80'      |
| 11-10-2021 | Ларнака                | Кіпр       | 2 – 2     | Мальта             | Відбір до ЧС 2022                    | -    |          |
| 11-11-2021 | Та-Калі                | Мальта     | 1 – 7     | Хорватія           | Відбір до ЧС 2022                    | -    | 62'      |
| 14-11-2021 | Та-Калі                | Мальта     | 0 – 6     | Словаччина         | Відбір до ЧС 2022                    | -    | 54'      |
| 25-3-2022  | Та-Калі                | Мальта     | 1 – 0     | Азербайджан        | товариський матч                     | -    | 65'      |
| 29-3-2022  | Та-Калі                | Мальта     | 2 – 0     | Кувейт             | товариський матч                     | -    | 58'      |
| 1-6-2022   | Та-Калі                | Мальта     | 0 – 1     | Венесуела          | товариський матч                     | -    | 64'      |
| 9-6-2022   | Та-Калі                | Мальта     | 1 – 2     | Естонія            | Ліга націй УЄФА 2022-2023 - 1-й етап | -    | 69'      |
| 12-6-2022  | Та-Калі                | Мальта     | 1 – 0     | Сан-Марино         | Ліга націй УЄФА 2022-2023 - 1-й етап | -    | 87'      |
| 23-9-2022  | Таллінн                | Естонія    | 2 – 1     | Мальта             | Ліга націй УЄФА 2022-2023 - 1-й етап | -    | 89'      |
| 27-9-2022  | Та-Калі                | Мальта     | 2 – 1     | Ізраїль            | товариський матч                     | -    | 78'      |
| 20-11-2022 | Та-Калі                | Мальта     | 0 – 1     | Ірландія           | товариський матч                     | -    | 73'      |
| 9-6-2023   | Люксембург             | Люксембург | 0 – 1     | Мальта             | товариський матч                     | -    | 46'      |
| 6-9-2023   | Та-Калі                | Мальта     | 1 – 0     | Гібралтар          | товариський матч                     | -    | 76'      |
| 12-9-2023  | Та-Калі                | Мальта     | 0 – 2     | Північна Македонія | Відбір до ЧЄ 2024                    | -    | 46'      |
| 14-10-2023 | Барі                   | Італія     | 4 – 0     | Мальта             | Відбір до ЧЄ 2024                    | -    | 55'      |
| 17-10-2023 | Та-Калі                | Мальта     | 1 – 3     | Україна            | Відбір до ЧЄ 2024                    | -    | 86'      |
| 21-3-2024  | Та-Калі                | Мальта     | 2 – 2     | Словенія           | товариський матч                     | -    | 66' 67'  |
| Усього     |                        | Матчів     | 32        |                    | Голів                                | 0    |          |

## Титули і досягнення

### Командні
- Чемпіон Мальти (3):

«Валетта»: 2013-2014
«Хамрун Спартанс»: 2022-2023, 2023-2024
- Володар Кубка Мальти (1):

«Валетта»: 2013-2014
- Володар Суперкубка Мальти (3):

«Валетта»: 2016
«Хамрун Спартанс»: 2023, 2024

### Особисті
- Найкращий бомбардир чемпіонату Мальти: 2023—2024